# Agrotis albicans
Agrotis albicans är en fjärilsart som beskrevs av Emilio Berio 1972. Agrotis albicans ingår i släktet Agrotis och familjen nattflyn. Inga underarter finns listade i Catalogue of Life.